# مندوكة منقبضة
مندوكة منقبضة (الاسم العلمي: Manduca contracta) هي نوع من الحشرات تتبع جنس المندوكة من فصيلة العثث الأبو الهول.